# Divrāsai
Divrāsai är en ort i Indien.   Den ligger i distriktet Etāwah och delstaten Uttar Pradesh, i den centrala delen av landet, 280 km sydost om huvudstaden New Delhi. Divrāsai ligger 150 meter över havet och antalet invånare är 4 000.
Terrängen runt Divrāsai är mycket platt. Runt Divrāsai är det tätbefolkat, med 636 invånare per kvadratkilometer. Närmaste större samhälle är Etawah, 14,3 km väster om Divrāsai. Trakten runt Divrāsai består till största delen av jordbruksmark.